# 瑞艾超市

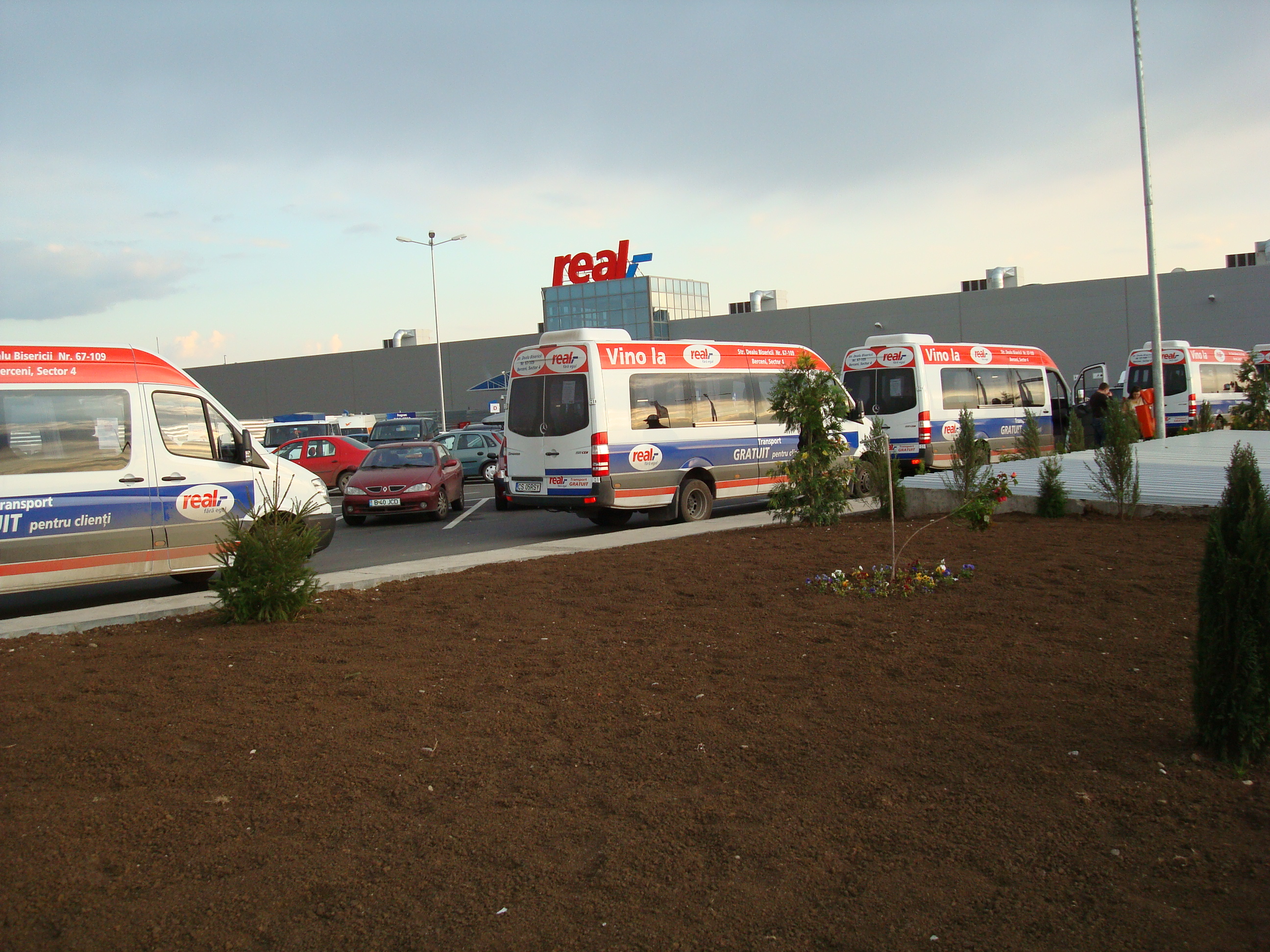
位于罗马尼亚布加勒斯特早期的瑞艾超市，现已改为欧尚超市

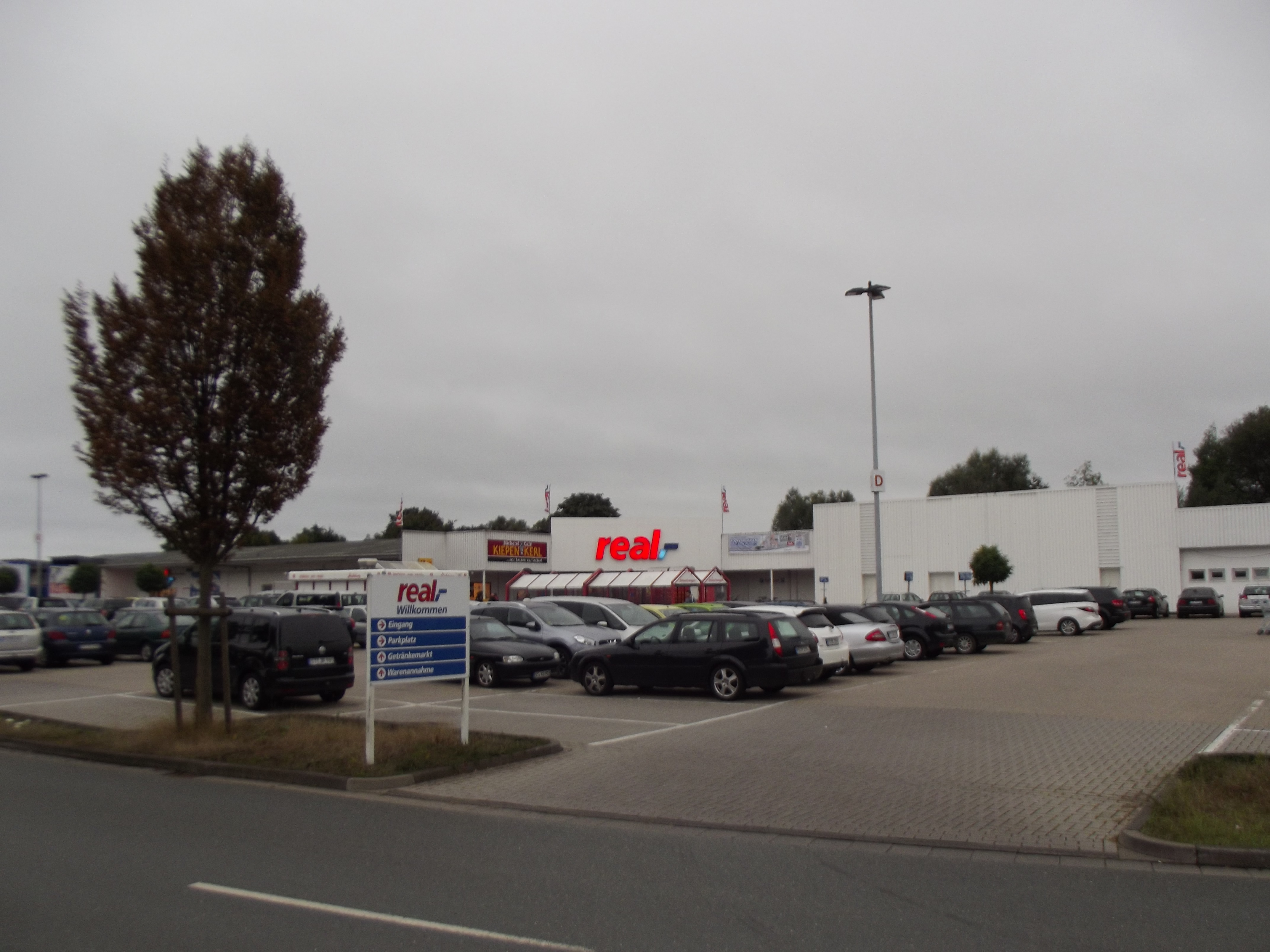
一家位于德国诺德瓦尔德的瑞艾超市

瑞艾超市（Mein Real）是一个欧洲超市品牌，隶属于SCP集团。

## 历史
瑞艾超市成立于1992年。

## 门店分布
目前，瑞艾超市在以下国家拥有门店：
| 国家     | 第一家门店开放时间 | 数量 |
| -------- | ------------------ | ---- |
| 德国     | 1992年             | 310  |
| 土耳其   | 1998年             | 13   |
| 羅馬尼亞 | 2006年             | 2    |

除此之外，瑞艾超市在波兰、俄罗斯和乌克兰也有门店。